# Кондратенко Анатолій Миколайович
Анатолій Миколайович Кондратенко (писав також під прізвищем Кіндратенко та псевдонімами Андрій Куліш і Богдан Богослов, народився 6 грудня 1935, Ленінград, нині Санкт-Петербург) — український фізик, публіцист. Доктор фізико-математичних наук (1973), професор (1975).

## Життєпис
Закінчив Харківський університет (1958).
Працював у Харківському фізико-технічному інституті (1959–71): від 1967 — ст. н. с.;
Від 1972 — у Харків. університеті: від 1981 — зав., від 1991 — проф. каф. заг. та приклад. фізики.

## Науковець
Наукові дослідження у галузі фізики плазми та плазмової електроніки.

## Громадський діяч
Голова Харківського обласного товариства «Просвіта» (від 1990),

## Журналіст і публіцист
Засновник і головний редактор газети «Журавлик» (від 1993).
Автор низки праць на історичну й богословську тематику під псевдонімом Андрій Куліш і Богдан Богослов:
- Матеріали до історії Скитії-України IV—V століть. Походження та дії гунів / А. М. Кіндратенко. — Харків: Просвіта, 2002. Книга 1 : Гуни в описі Амміана Марцеліна та в повідомленнях інших письменників. — Харків: [б.в.], 2002. — 84 с.: іл. — Біблиографія: с. 83. — ISBN 966-7409-28-7
- «Етнічні війни проти українців» (К., 2007),
- «Європейські гуни в описах давніх авторів» (2007),
- «Старий Заповіт очима християнина» (2008; обидві — Харків) та інших.

## Відзнаки
Премія ім. К. Синельникова АН УРСР (1980).

## Основні праці
- Плазменные волноводы. Москва, 1976; Проникновения поля в плазму. Москва, 1979;
- Поверхностные и объемные волны в ограниченной плазме. Москва, 1985;
- Основы плазменной электроники. Москва, 1988 (співавт.);
- Вступ до теоретичної плазмової електроніки: навчальний посібник для студентів фізичних та радіо-фізичних спеціальностей вищих закладів освіти / А. М. Кіндратенко ; Харківський національний університет ім. В.Каразіна. — Харків: [б.в.], 2000. — 76 с. — ISBN 966-623-066-6